# Liste der Brunnenanlagen im Berliner Bezirk Neukölln

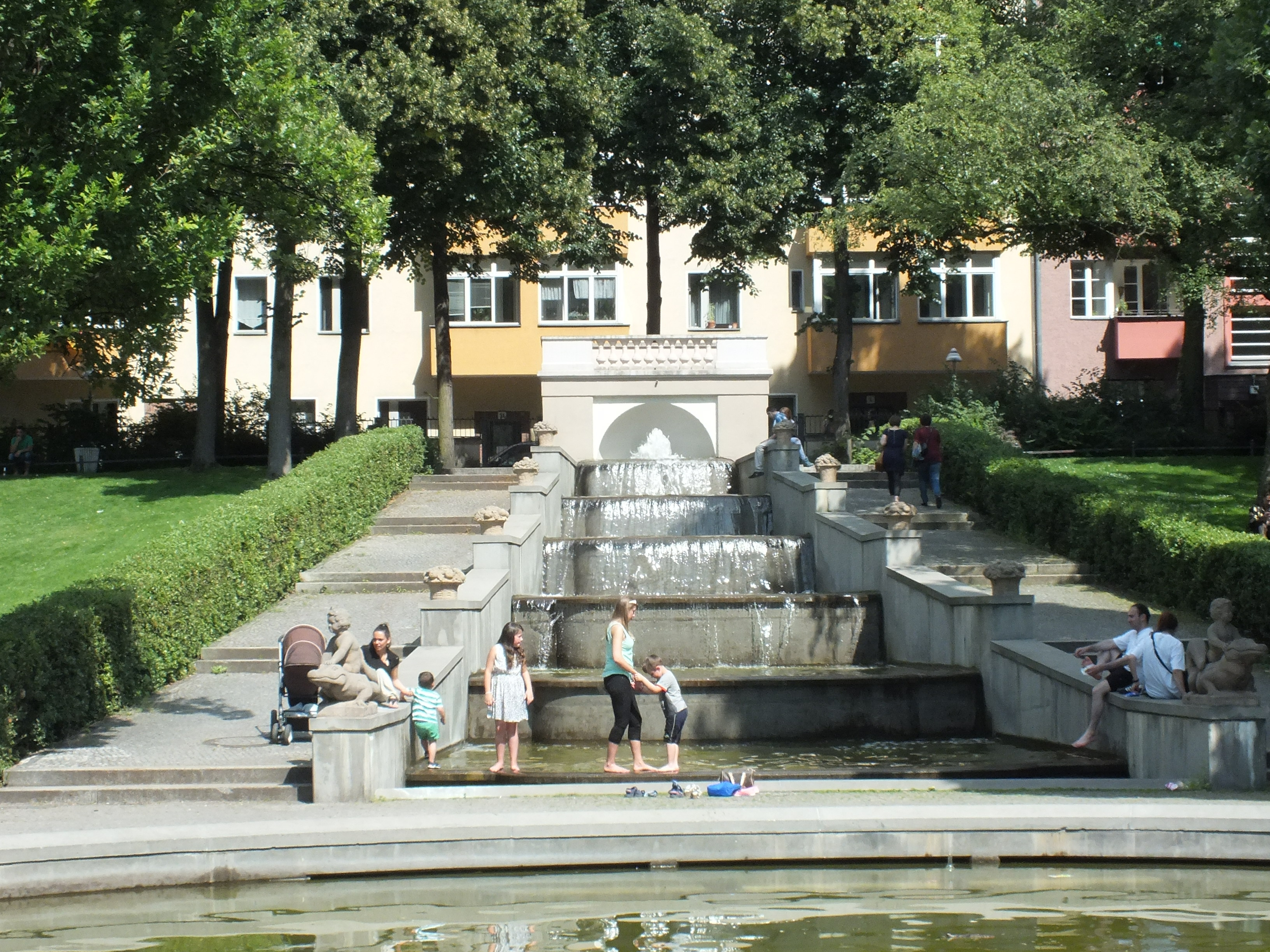
Kaskaden und Springbrunnen im Körnerpark von 1912

In der Liste der Brunnenanlagen im Berliner Bezirk Neukölln sind die öffentlichen Zier- und Springbrunnen im Bezirk Neukölln aufgeführt. Die Zusammenstellung enthält nur Brunnen und Wasserschmuckanlagen an öffentlich zugänglichen Orten. Wasserbassins ohne bewegtes Wasser sowie private Anlagen sind nicht aufgenommen.
Laut Darstellung des Senats verfügt Berlin insgesamt über 270 Schmuckbrunnen und Seefontänen, deren Wartung ab 2017 schrittweise von den Berliner Wasserbetrieben übernommen wird.

Für die Wartung und bauliche unterhaltung der Schmuckbrunnen im Bezirk wurdenim Jahr 2024 mehr als 180.000 Euro ausgegeben. Trotzdem werden nur sechs Brunnen in der Sommersaison 2025 dauerhaft in Betrieb gehen; ncht betriebsbereit ist seit einigen Jahren beispielsweise der Fritz-Reuter-Brunnen.

## Übersichtsliste
Die Übersicht ist nach den Namen der Brunnen vorsortiert, gefolgt von der Adresse (Straße oder Platz). Sie kann jedoch auch individuell nach Baujahr/Aufstellungsdatum oder Künstler sortiert werden.
| Name                                          | Standort | Maße (Länge / Breite / Höhe / Durchmesser, in m) und Material                                                                                                 | Künstler | Jahr der Fertigstellung | Bild und Kurzbeschreibung |
| --------------------------------------------- | --- | --- | --- | ----------------------- | --- |
| Achteckige Vogeltränke                        | Schlosspark Britz, Fulhamer Allee, 12359 Berlin Lage                                                                   | / / 0,8 / ø 2,5 Granit | |                         | Der Brunnen besteht aus einem achteckigen flachen ebenerdigen Becken mit einer achteckigen Schale auf einem Sockel. Das Wasser tritt in der Schalenmitte aus und läuft über die Ränder in das Becken. Der Brunnen dient als Vogeltränke. |
| Brunnen Kranoldplatz (Treppenbrunnen)         | Kranoldplatz, 12051 Berlin Lage                                                                                        | Ausgangsblock: 6,0 / /1,0 Marmorplastik: / /0,50 | Arbeitsgemeinschaft von sieben Künstlern (Aksoy, Chrukin, Fehrenbach, Peter Fromlowitz, Fujiwara, Herbrich, Maciej Szankowski)                                             | 1987                    | Abgestufte Marmorblöcke bilden die Treppenplastik. Auf dem Ausgangsblock ist eine kleine nicht figürliche Skulptur als Wasserspender installiert. Das Wasser umspült die Stufen, wodurch die Gesteinsmaserung sichtbar bleibt. An der Rückseite befindet sich ein kleiner Trinkbrunnen, der durch Knopfdruck angeschaltet werden kann. Der Brunnen ist von modernen Skulpturen umgeben. |
| Brunnen Lilienthalstraße 7 (Friedhof)         | Lilienthalstraße 7 (Friedhof Lilienthalstraße), 10965 Berlin Lage                                                      | 5,50 / 1,90 / 2,00 (Gesamt) Becken: 4,10 / 0,95 / 0,72 Kalkstein                                                                                              | | 1999                    | Das Becken wird durch fünf Wasserspeier gespeist. Diese befinden sich an der Rückwand des Brunnens in unterschiedlicher Höhe. Im Jahr 2002 wurde der Brunnen restauriert. Das Bild vom Juli 2014 (Beckenteil rechts im Vordergrund) zeigt ihn außer Betrieb. |
| Brunnen Lipschitzallee                        | Lipschitzallee (am Lipschitzplatz), 12351 Berlin Lage                                                                  | Granit | Planungsbüro Müller, Knippschild und Wehberg, Berlin | 1987                    | Der Brunnen, bei einer Wohnumfeldverbesserung angelegt, ist seit den späten 1990er Jahren dauerhaft außer Betrieb. |
| Brunnen mit Rosenspalier                      | Volkspark Hasenheide (im Rosengarten), 10967 Berlin Lage                                                               | / / 1,7 / ø 5,0 Granit Bronzekugel Pergola: Stahlkonstruktion                                                                                                 | Mathilde und Franz Schön, Pfaffenhofen | 1986                    | Der Brunnen ist ein mehrteiliges Wasserbecken aus Naturstein. Um das zentrale Becken gruppieren sich vier abgestufte Wasserflächen. Diese sind von acht kleinen Becken sternförmig eingefasst, von denen vier mit Wasser und vier mit Pflanzerde gefüllt sind. In der Mitte des Beckens befindet sich eine Bronzekugel mit Wasseranschluss. Das Wasser fließt aus vier Öffnungen in die Becken, tritt über und läuft durch Wasserrinnen in die vier kleinen Becken und wieder zurück in das Umwälzsystem. Die Wasserhöhe beträgt etwa fünf Zentimeter, so dass der Brunnen als Vogeltränke dienen kann. Die Brunnenanlage wird von einem pavillonähnlichen Rosenspalier überspannt. Neben den Rosen wachsen im Brunnenbereich in den Erdbecken Kletterrosen. Im Pavillon befindet sich oben eine Öffnung, durch die Licht auf die Wasserkugel fällt. Kosten für die anferigung des Brunnenensembles: zirka 300.000 Mark Im Jahr 2011 hieß es, dass der Brunnen nicht mehr in Betrieb ist. |
| Brunnen Wildenbruchplatz (Mühlensteinbrunnen) | Wildenbruchplatz, 12045 Berlin Lage                                                                                    | Mühlenkörper: ø 1,30 / ø 1,50 / ø 2,00 Kunststein | | 1979                    | Auf unterschiedlich hohen Sockeln lagern drei mühlensteinartige Körper. Aus Sprudelfontänen in ihrer Mitte fällt das Wasser auf ihre Oberfläche und fließt über die Ränder in eine gepflasterte und mit Feldsteinen aufgelockerte Fläche ab. |
| Buddy Bär mit Fontänen am Hotel Estrel        | Sonnenallee Lage | | | um 1994                 | Ein mit Spiegelmosaik gestalteter Buddybär vom Typ „Akrobat“ befindet sich in einem kunstvoll geschwungenen Bassin im Hof des Estrel-Hotels. |
| Eulenbrunnen                                  | Gutschmidtstraße Ecke Fritz-Reuter-Allee (Marktplatz Britz-Süd), 12359 Berlin Lage                                     | 4,0 / 2,5 / 3,2 Muschelkalk | Karl Wenke | 1959                    | Der Brunnen besteht aus zwei unregelmäßig geformten Wasserbecken mit unterschiedlicher Größe. Zwischen diesen steht eine Säule, auf der eine überlebensgroße Eule und ein Rabe sitzen. Wasserstrahlen sind von der Säule aus in die Becken gerichtet. |
| Fette Henne                                   | Buckower Damm, vor dem Eingang Britzer Garten, 12349 Berlin Lage                                                       | / /4,5/ Plastik: Eisenguss Becken: Granit | Rolf Szymanski | 1984                    | Im Brunnenbecken steht eine Brunnenplastik, deren Interpretationsmöglichkeiten auf einem Messingschild erläutert sind, sie reichen von Dickblattgewächsen bis zur Schönen Gärtnerin. Die Plastik besteht aus zwei gleichen, verkehrt übereinander befindlichen Gebilden mit jeweils vier freischwebenden Armen. Diese dienen als Sockel für einen Körper mit weiblichen torsohaften Formen. Aus dem kopfähnlichen Teil sprudelt Wasser. Weitere fallende und steigende Wasserstrahlen treten aus den verdickten Enden der Sockelarme. |
| Fontänenbrunnen                               | Schlosspark Britz, Fulhamer Allee, 12359 Berlin Lage                                                                   | ø 4,0 (zirka); Naturstein Brunnenplatte: Beton Ringelemente: Sandstein                                                                                        | Herr Kleeberg / Büro Gischow und Partner (Rekonstruktion) | 1986                    | Der Brunnen besteht aus einem runden Becken mit einer Mittelfontäne. Die Herstellungskosten betrugen rund 170.000 Mark |
| Fritz-Reuter-Brunnen                          | Reuterplatz, an der Nansenstraße, 12047 Berlin Lage                                                                    | / / 3,0 / ø 8,0 Muschelkalk Pergola: Metall | Heinrich Mißfeldt (1914) Karl Wenke (1949 und 1957) | 1914                    | Die Brunnenfiguren stellen Liening und Miening dar, zwei Figuren des niederdeutschen Dichters Fritz Reuter (1810–1874). Im Zweiten Weltkrieg zerstört, wurde der Brunnen 1949 neu gebaut. Acht Wasserspeier füllen ein Brunnenbecken mit erhöhter Brunnenschale. Im Jahr 1958 erhielt der Brunnen eine weitere Brunnenfigur von Karl Wenke: auf einer Kugel sitzendes Mädchen. 1992 wurde das Kunstwerk zusammen mit der Erneuerung der Grünanlage Reuterplatz nach den ursprünglichen Plänen von 1914 wieder hergerichtet. Kosten: 19.000 Mark; Sanierung: 1,4 Millionen Mark. Trotzdem ist dieser Brunnen im Sommer 205 weiterhin nicht betriebsbereit. |
| Imaginäres Theater                            | Karl-Marx-Platz, 12043 Berlin Lage                                                                                     | Gesamthöhe der Figurengruppen: 2,0–3,0 Höhe der Einzelfigur: 1,70 Beckendurchmesser zirka 5,00 Brunnen und -sockel: Granit und Amnesit-Mosaik Figuren: Bronze | Hartmut Bonk | 1986/1987               | Der Brunnen, das Imaginäre Theater, besteht aus einer Figurenreihe aus drei Gruppen und einer Einzelfigur. Die drei Gruppen entstammen der griechischen Mythologie: Kentaur – Leda mit Schwan – Titan. Die Dreiteilung der Reihe (Tragödie, Komödie, Groteske) steht für die Isolation, Zusammengehörigkeit und die Konfrontation. Kosten: 652.816 Mark |
| Kaskaden und Springbrunnen                    | Körnerpark, 12051 Berlin Lage                                                                                          | Kaskade: 38,0 / 9,0 / 0,60 Springbrunnen: 38,0 / 20,0 / 0,40 Kaskade und Springbrunnen: Kunststein                                                            | vermutlich Reinhold Kiehl und Gerhard Halbritter | 1912                    | Die Brunnenanlage besteht aus einem zentralen Wasserbecken, fünf Staubecken, an deren Enden sich acht Fruchtkörbe sowie zwei Putten auf Krokodilen befinden und zwei etwa neunzig Meter lange Gräben. Im mittigen Wasserbecken sind drei Fontänen installiert, in den Staubecken jeweils eine. Die Wasserversorgung des Brunnens erfolgt über die Pumpen-, Filter- und Steuerungsanlage im Treppengebäude zur Schierker Straße. Von dort aus wird das Wasser in die Fontänen sowie in die Abläufe der zwei Gräben gepumpt. Über die verbindenden Zuläufe sammelt sich das anfallende Wasser im Becken und gelangt schließlich durch vier Überläufe in das Reservoir, das unter dem südlichen Teil des Beckens liegt. Es fungiert als Wasserspeicher, aus welchem bei zu hohem Wasserstand der Überschuss in die Kanalisation gepumpt wird. Von hier aus schließt sich der Kreis mit dem Pumpenhaus. Kosten: 1,2 Millionen Euro (Sanierung)                                                |
| Märchenbrunnen                                | Von-der-Schulenburg-Park (seit 1935), 12057 Berlin Lage                                                                | Brunnenanlage: 12,92 / 7,30 / 6,80 Spiegelbecken: 120,00 / 10,00 Muschelkalk Figuren: Bronze                                                                  | Bildhauer Ernst Moritz Geyger (Entwurf) Künstlerin Katharina Szelinski-Singer (1970) Architekten Abelmann, Vielain, Pock (2000/2001) Künstlerin Anna Bogouchevskaia (2001) | 1918                    | Die Brunnenanlage besteht aus einem niedrigen Brunnenbecken, in dem sich ein offener Pavillon erhebt, der den Dom eines Waldes symbolisiert. Er wird von acht gleichmäßig um ein Plateau angeordneten Ziersäulen gebildet, die mit Naturschmuck wie Blattranken versehen sind. Anfänglich auf den Säulenkapitellen vorhandene Putten und Wasserspeier aus Bronze wurden im Zweiten Weltkrieg eingeschmolzen. Später verfiel die Anlage aufgrund von Witterung und Vandalismus. Im Jahr 1970 erfolgte eine erste Renovierung des Zierbrunnens, zwei neu geschaffene Märchenfiguren (Brüderchen und Schwesterchen sowie Aschenputtel) der Bildhauerin Katharina Szelinski-Singer wurden aufgestellt. Anlässlich einer Sanierung in den Jahren 2000/2001 kamen 16 neu gestaltete Märchen-Bronzeputten der Künstlerin Anna Bogouchevskaia auf die Säulen. |
| Milchmädchen                                  | Schlosspark Britz, Fulhamer Allee, 12359 Berlin Lage                                                                   | Bronzefigur auf naturbelassenem Granitsockel | Pawel Petrowitsch Sokolow | 1998                    | Der Brunnen ist eine Kopie der vom Bildhauer Sokolow geschaffenen Plastik für den Park des Katharinenpalastes bei Sankt Petersburg. Die Geschichte des Milchmädchens geht auf die im 17. Jahrhundert entstandene Fabel Der Milchtopf von Jean de La Fontaine zurück. Das weinende Milchmädchen sitzt auf einem Felsblock vor dem zerbrochenen Krug, aus dem Wasser herausläuft. Die ursprüngliche Kopie verschwand zum Ende des Zweiten Weltkrieges. Im Jahr 1989 wurde sie durch einen neuen Abguss ersetzt, der als Meilenstein der Freundschaft durch russische Gäste gesponsert wurde, unter ihnen Botschafter Jewgeni Alexejewitsch Schmagin, und wurde dem Förderverein Schloss Britz überreicht. 156 Spender brachten die Herstellungskosten von 69.000 DM für den Abguss auf. |
| Rathausbrunnen                                | Karl-Marx-Straße 83 (Rathausvorplatz), 12043 Berlin Lage                                                               | Bassin: ø 7,0 Schale: ø 3,0; Sandstein | Steinmetzschule Horice | 1993                    | Der Brunnen besteht aus einem runden Bassin, in dem sich eine Schale auf einem achteckigen Sockel befindet. In dieser Schale kniet auf einem Sockel ein überlebensgroßer weiblicher Halbakt. Aus dem Sockel unter der Plastik fließt das Wasser gleichmäßig aus acht Rohren in die Brunnenschale. Von dort fällt es über den Rand in das Bassin. Bassin und Schale stammen vom zerstörten Fritz-Reuter-Brunnen am Reuterplatz. |
| Schöpfstelle Auerhahn                         | Leonberger Ring 54 (Urnenhain), 12349 Berlin                                                                           | 3,00 / 1,50 / 1,30 Kunststein, Kalksteinabdeckung | unbekannt, vermutlich Gerhart Schreiter | vermutlich 1956/1957    | In dem Brunnenbecken steht eine Säule, auf der ein Auerhahn sitzt. |
| Schöpfstelle Eule                             | Buckower Damm 148, Parkfriedhof Abt. 9, 12349 Berlin Die Schöpfstelle liegt östlich der Feierhalle. Lage               | 3,00 / 2,50 / 1,80 Kunststein | | vermutlich 1956/1957    | Der Schöpfbrunnen im Stil der 1950er Jahre hat zwei geschwungenen Wasserbecken, die mit einer geschwungenen Welle, auf der eine Eule sitzt, miteinander verbunden sind. |
| Schöpfstelle Fisch                            | Buckower Damm 148, Parkfriedhof Abt. 4, 12349 Berlin. Die Schöpfstelle liegt an der Südwestecke des Sportplatzes. Lage | 3,00 / 1,50 / 1,30 Kunststein, Kalksteinabdeckung | unbekannt, vermutlich Gerhart Schreiter | vermutlich 1956/1957    | Der Schöpfbrunnen stellt einen Fisch dar, an dessen hinteren Ende ein Schöpfbecken ist. Aus dem aufgestellten Schwanz fließt Wasser in das Becken. |
| Schöpfstelle Reiher                           | Buckower Damm 148, Parkfriedhof Abt. 31, 12349 Berlin                                                                  | | |                         | Der Schöpfbrunnen im Stil der 1950er Jahre besteht aus zwei aneinanderliegenden halbkreisförmigen Schöpfbecken, in deren Mitte ein stilisierter Reiher wacht. |
| Schöpfstelle Wasserträgerin                   | Buckower Damm 148, Parkfriedhof Abt. 35–36, 12349 Berlin Lage                                                          | 3,00 / 2,50 / 1,80 Kunststein | Katharina Singer | vermutlich 1956/1957    | Der Schöpfbrunnen aus den 1950er Jahren besteht aus zwei geschwungenen, unterschiedlich hohen Schöpfbecken. Am Rande des höheren steht eine Wasserträgerin in langem Kleid, die einen Wasserkrug auf dem Kopf trägt. |
| Zierbrunnen Parkfriedhof Neukölln (Eingang)   | Buckower Damm 148, Parkfriedhof Abt. 6, Eingang Hüfner-Weg neben dem Sportplatz, 12349 Berlin Lage                     | gesamte Höhe: 2,00 mittleres Becken: Länge 1,55 kleinstes Becken: Länge 1,40 Fischkopf: Bronze Brunnenbecken: Naturstein                                      | Klaus-Michael Jopke | 1984                    | Die Brunnenanlage besteht aus drei halbkreisförmigen Becken. Dem großen Becken sind zwei kleinere vorgelagert. Das Wasser entspringt einer kleinen Öffnung in der bogenförmigen Rückwand und fällt in dünnem Strahl in das große Becken. Die beiden kleinen Becken werden über eine Kaskade und einen Wasser speienden Fischkopf gefüllt. Kosten: 151.082 Mark |